# Jemalpur
Jemalpur é uma cidade do Bangladesh. De acordo com dados de 2001, possui uma população de 128.163 habitantes.